# Gioielli della Corona georgiana

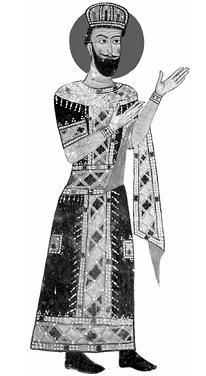
Il re georgiano Alessandro II di Imereti mentre indossa la Corona di Imereti.

I gioielli della Corona georgiana rappresentano l'insieme delle regalie dell'area della Georgia, anticamente suddivisa in alcuni regni indipendenti che vennero cancellati sul finire del Settecento dall'invasione dell'Impero russo nell'area. La maggior parte di questi gioielli vennero presi dal governo russo e portati a Mosca. 

## Elenco parziale
- La corona di Imereti fu la corona ufficiale del medievale Regno di Georgia durante la propria esistenza come Stato indipendente. La corona, datata al XII secolo, si ritiene sia stata commissionata da re Davide IV di Georgia, il quale è noto la custodì nel monastero di Gelati. Dopo diversi secoli, re Salomone II venne deposto e lo Stato di Imereti (attuale Georgia) venne occupato dalla Russia nel 1810. La corona viene registrata sino al 1917 per poi sparire senza lasciare alcuna traccia, probabilmente rubata o distrutta durante la rivoluzione comunista nel paese.

- La corona di Giorgio XII fu un'altra corona di Georgia che venne commissionata da re Giorgio XII, re del reame georgiano di Kartli-Kakheti, per la sua incoronazione nel 1798. Tale serto venne realizzato in Russia ed era una "corona clausa" realizzata in oro e decorata con 145 diamanti, 58 rubini, 24 smeraldi e 16 ametiste. Essa aveva forma di un cerchio sormontato da otto archi ad ornamento, sui quali stava un globo con una croce. Alla morte di Giorgio XII nel 1800 e alla successiva occupazione russa dell'area, la corona venne inviata a Mosca e depositata al Cremlino per prevenire qualsiasi incoronazione sul territorio georgiano. Nel 1923 essa venne donata al Museo di Stato di Tbilisi, ma nel 1930 tornò a Mosca, allo scoppio della guerra.[1]

- La spada del re Eraclio II sopravvive ancora oggi ed è conservata al Museo Nazionale di Tbilisi.